# Deutzia scabra
Deutzia scabra là một loài thực vật có hoa trong họ Tú cầu. Loài này được Thunb. mô tả khoa học đầu tiên năm 1781.

## Hình ảnh

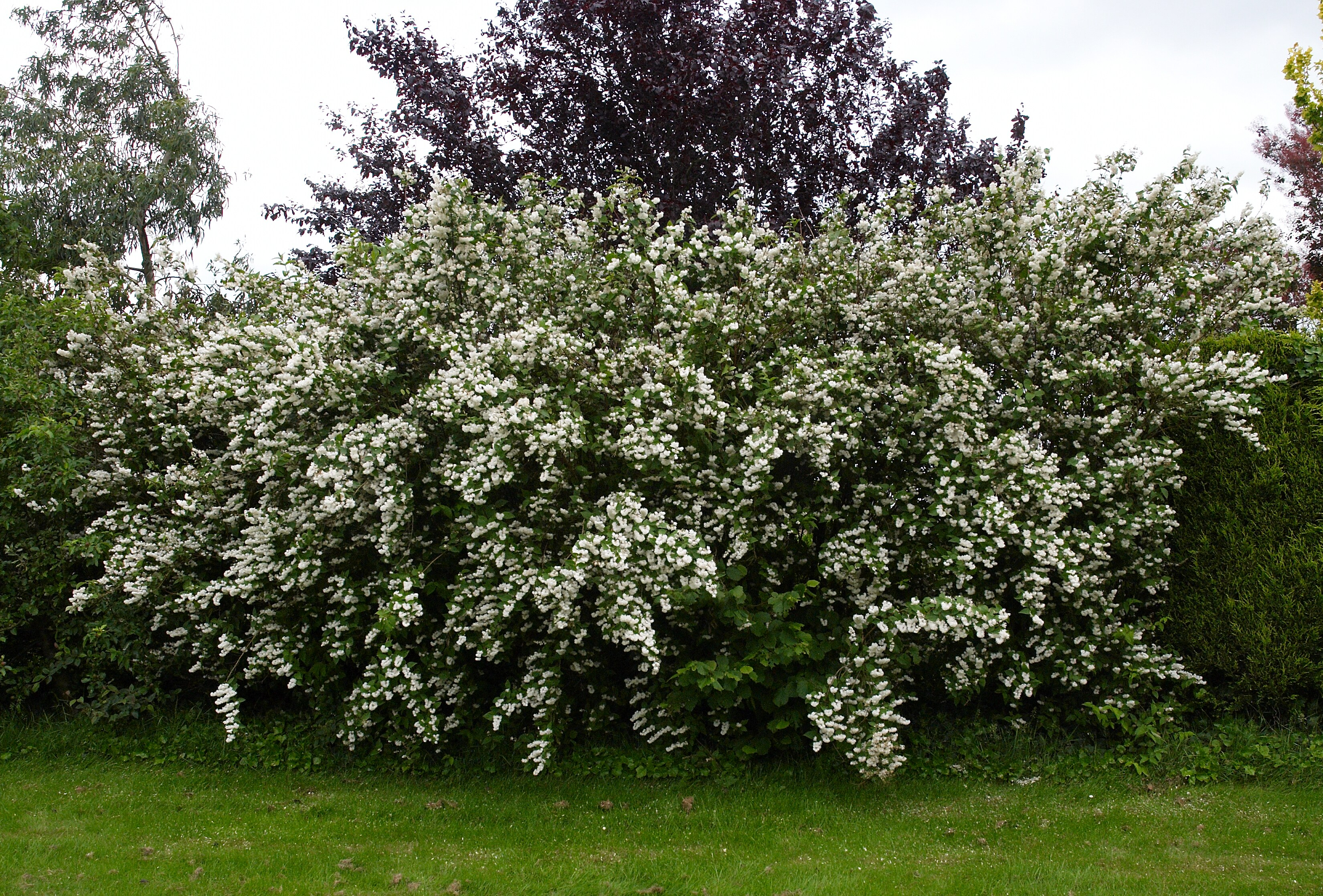
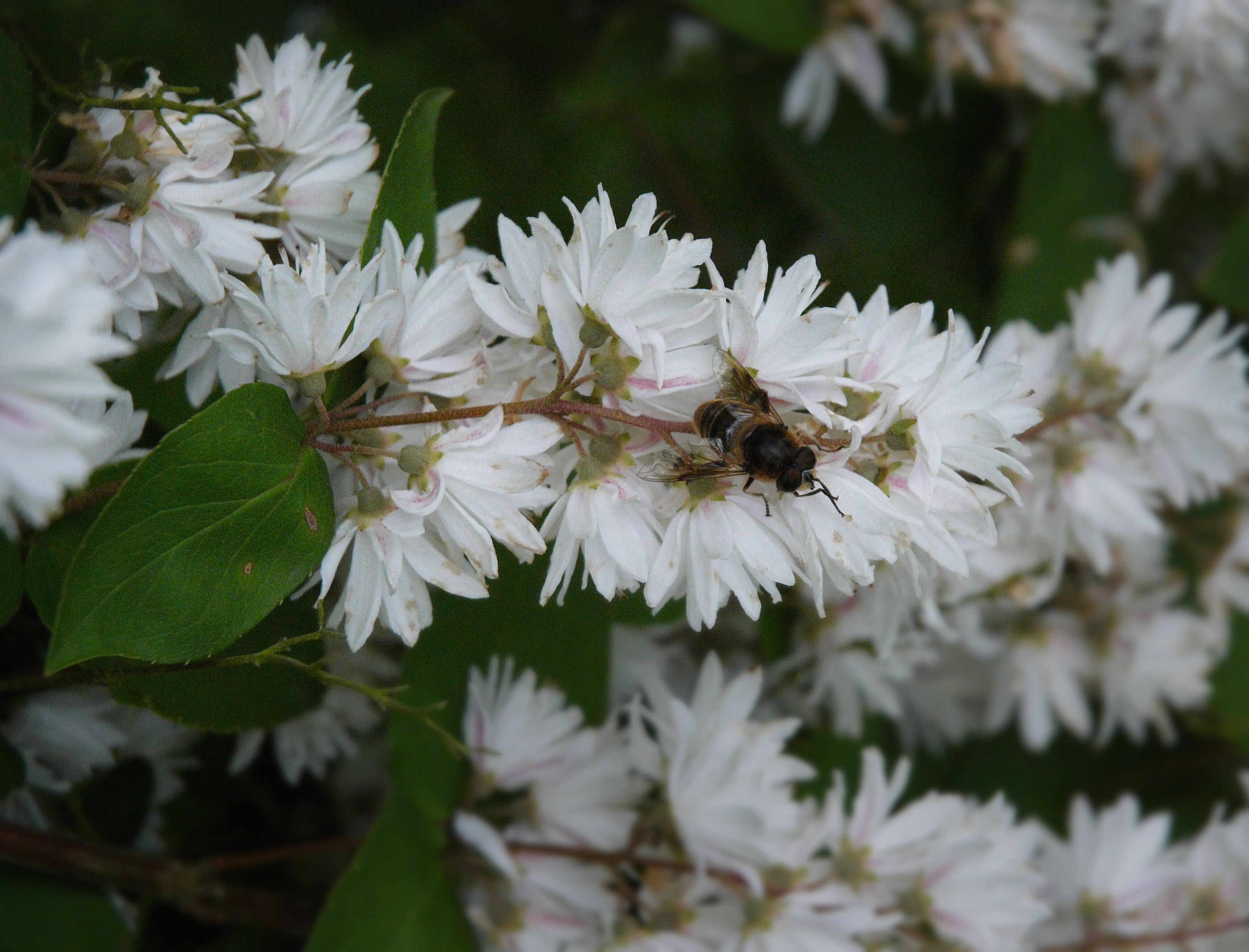
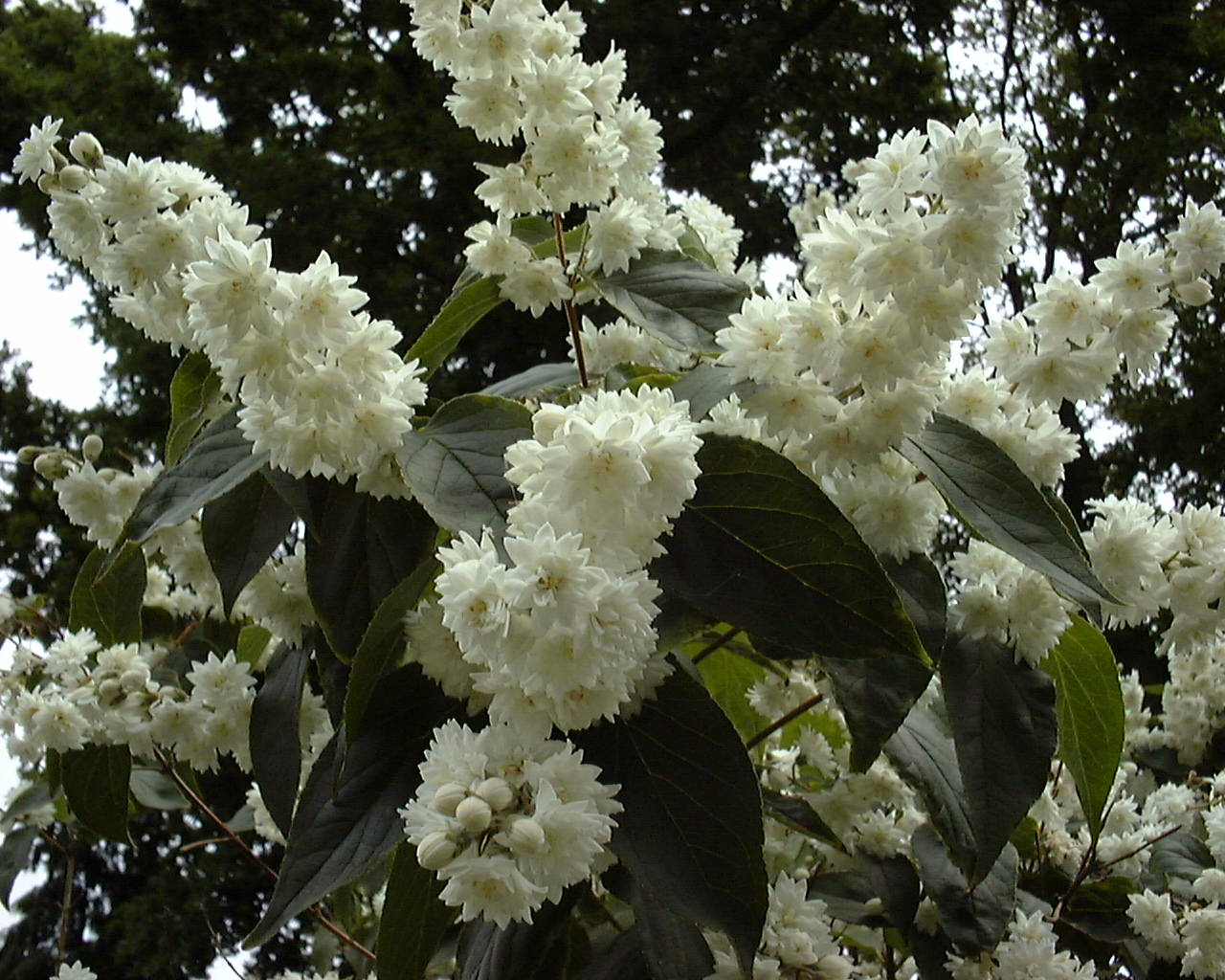
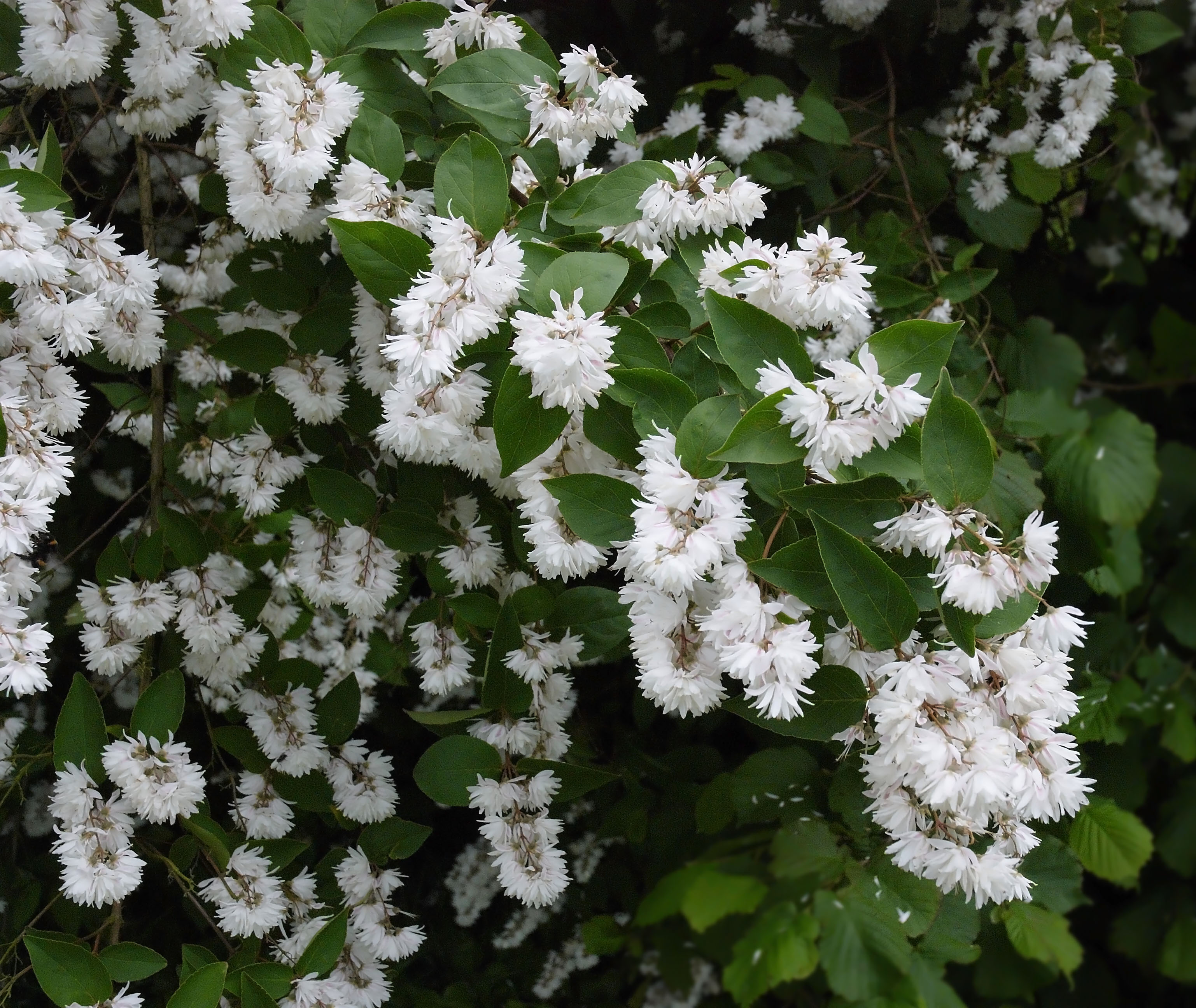